# Un país llamado El pez que fuma
Un país llamado El pez que fuma es un documental dirigido por Alejandro Picó que reconstruye la historia real detrás de la célebre película El pez que fuma (1977), dirigida por Román Chalbaud. Se estrenó el 21 de enero de 2021.

## Sinopsis
A través de una narrativa envolvente y un ritmo caribeño, la obra ofrece una mirada íntima y crítica a la Venezuela de los años setenta, marcada por el boom petrolero, el auge del consumo y una intensa efervescencia artística. El filme incorpora testimonios inéditos del propio Chalbaud, conversaciones actuales con el elenco original, escenas dramatizadas, fotogramas nunca antes vistos y una investigación hemerográfica que da profundidad a la reconstrucción histórica y estética del largometraje original.

## Producción
El documental fue realizado de forma independiente entre 2012 y 2018, en un proceso que abarcó seis años debido a su carácter autofinanciado. Esta independencia permitió un control creativo total y una exploración exhaustiva del tema. La producción combinó entrevistas, material de archivo, dramatizaciones y reconstrucciones técnicas.

## Estreno y Recepción
Su estreno internacional tuvo lugar el 7 de marzo de 2024 en la Casa de América en Madrid. Anteriormente, en 2022, fue incluido como Mención Especial por decisión del jurado del Venezuela Film Hub en el Marché du Film del Festival de Cannes.
En Venezuela, ha sido proyectado durante tres años consecutivos en la celebración del Día Nacional del Cine.

## Participantes
Entre los nombres destacados que participan en el documental se encuentran:
- Román Chalbaud
- César Bolívar
- Rodolfo Izaguirre
- Thaelman Urgelles
- Ibrahim Guerra
- Bernardo Rotundo
- Pilar Romero
- Miguelángel Landa
- Haydée Balza
- Orlando Urdaneta
- José Salas Verde
- Mimí Lazo
- Andreina Salazar Vera
- Omaira Barco Montoya
- Maritza Nieves
- Oscar Hernández
- Edinson Mata
- Irving Coronel
- José Ignacio Cabrujas
- Diego de Bari

## Premios y Reconocimientos
La película ha recibido múltiples distinciones en festivales nacionales e internacionales. Entre los más destacados:
- 2024: Mejor Ópera Prima (Premios SOTO de la Academia Venezolana de Cine), Mención Especial (Festival de Cine de los Llanos).
- 2023: Mejor Largometraje Documental (Festival Internacional de Cine del Cono Sur, Chile).
- 2022: Mejor Película Documental (Festival de Cine Cumbe San Agustín), Mención del Jurado (Venezuela Film Hub, Cannes).
- 2021: Mejor Ópera Prima (Festival DOCUMENTA), Mejor Dirección, Sonido y Documental Venezolano (Festival Entre Largos y Cortos de Oriente), Mención Especial (Festival de Cine Venezolano de Mérida).